# Оберраден
Оберраден (нім. Oberraden) — громада в Німеччині, розташована в землі Рейнланд-Пфальц. Входить до складу району Нойвід. Складова частина об'єднання громад Ренгсдорф.
Площа — 4,33 км2. Населення становить 664 ос. (станом на 31 грудня 2020).